# Mutant X
Mutant X ist eine US-amerikanisch-kanadische Science-Fiction-Serie, die von Fireworks Entertainment und den Marvel Studios produziert wurde. Sie wurde in Toronto gefilmt und basiert auf den Marvel Comics. Sie handelt von dem Schicksal einer Gruppe genetisch veränderter junger Menschen (Mutanten) und ihres Mentors im Kampf gegen eine übermächtige Genetik-Firma. Es wurden drei Staffeln mit 66 Folgen produziert.

## Entstehen
Nach dem Erfolg der Filme Matrix und X-Men wurde eine Serie angestrebt, die sich sowohl stilistisch als auch inhaltlich an die besagten Filme anlehnt und die beiden großen Themen der späten 1990er-Jahre aufgreift: die Gentechnik und das Internet.

## Genrezugehörigkeit und Stil
Die Genrezugehörigkeit von Mutant X lässt sich nicht eindeutig bestimmen. Mutant X beinhaltet Elemente von Science Fiction, Actionserie, Jugendserie, Familiendrama und Martial-Arts-Film. Oberflächlich betrachtet scheint Mutant X der Science Fiction anzugehören; bei näherer Betrachtung wird dies jedoch relativiert durch die Konzentration auf die emotionalen Beziehungen zwischen den Figuren und eine für die Science Fiction ausgesprochen untypische Gefühlsseligkeit. In Kleidung, Musik, Kameraführung etc. orientiert sich die Serie im Wesentlichen an Matrix; in der Figurenkonstellation besteht auffällige Ähnlichkeit zu den Gestalten des Kinofilms X-Men.

## Inhalt
Mutant X thematisiert die Schuld eines Genetikers für die Durchführung von Genmanipulation an kranken Kindern – eine Behandlungsmethode, über deren Tragweite sich der Genetiker zum Zeitpunkt ihrer Anwendung (angeblich) nicht bewusst war. Die Patienten der Genetikfirma sind inzwischen Jugendliche und junge Erwachsene, die als Folge der genetischen Behandlung „Mutantenkräfte“ (Telekinese, Telepathie etc.) entwickelt haben und mit diesen fremdartigen Kräften und ihrem Gefühl des Anders-Seins zumeist überfordert sind. Da einige der Mutanten eine Gefahr für die Gesellschaft darstellen und die Existenz der genetisch veränderten Menschen – Bestandteil eines militärischen Geheimprogramms – nicht publik werden darf, versucht der jetzige Chef der Genetikfirma, ein Militärtaktiker, alle Mutanten einzufangen und in Stasekapseln zu sperren beziehungsweise sie für seinen Sicherheitsdienst zu rekrutieren, der diese Aufgabe für ihn durchführen soll.

## Figuren/Gruppierungen

### Adam Kane
Adam Kane ist der Chef von Mutant X. Er ist ein normaler menschlicher, hochbegabter Genetiker mit einer ausgesprochenen Neigung zu fernöstlicher Philosophie und rätselhaftem Verhalten. Er war 20 Jahre lang bei Genom X der Chef-Biogenetiker und nahm als solcher genetische Experimente an kranken Kindern vor, bis er etwa 1991 Genom X verließ. Dann begann er mit dem Aufbau der Widerstandsgruppe Mutant X, um die Kinder von Genom X vor Mason Eckhart und dem GSD zu retten. Er adoptierte zunächst Shalimar Fox, dann Jesse Kilmartin, um daraus den Grundstock für Mutant X zu bauen.
Kane war mit Mason Eckhart befreundet, bis Mason infolge eines (möglicherweise von Adam verursachten) Zwischenfalls 1991 einen Zusammenbruch seines Immunsystems erlitt.
Nachdem er Anfang der 3. Staffel seinen Tod vortäuscht und damit Mutant X verlässt, taucht er Mitte der Staffel wieder auf, allerdings nur zu Gastauftritten, um sein Team zu unterstützen. Er wird im Finale der 3. Staffel vom „Schöpfer“ entführt, nachdem bekannt wurde, dass Adam nur der Klon des „Schöpfers“ ist.

### Shalimar Fox
Shalimar Fox ist eines der Kinder von Genom X, Mutantin, Mitglied von Mutant X. Adam fand sie halb verhungert und verstoßen, als sie 15 Jahre alt war. Er nahm sie bei sich auf und gab ihr ein neues Zuhause. Shalimar ist eine „Wilde“, das heißt, sie hat tierische DNS in sich (vgl. hierzu Chimäre in den Naturwissenschaften, Hybride). Wie alle Tiere fürchtet Shalimar das Feuer; sie besitzt übermenschliche Körperkraft, aber auch besonders stark ausgeprägte Instinkte und kann infolgedessen sehr anhänglich, aber auch sehr freiheitsliebend sein.

### Brennan Mulwray
Brennan Mulwray ist ein „Elektrisch-elementarer“ Mutant. Er wird im Laufe der zweiten Episode bei Mutant X aufgenommen. Brennan wuchs bei seiner Mutter und seinem Stiefvater auf. Seinen leiblichen Vater, der Pilot im Vietnam-Krieg war und abgeschossen wurde, hat er nicht kennengelernt. Er kann (ähnlich wie ein Zitteraal) über seine Fingerspitzen Stromstöße abgeben, die er auch zum Knacken von Autos, zum Zerstören von Computern und zur Wiederbelebung von Herzpatienten benutzt. Brennan meidet das Wasser, da er in nassem Zustand nicht in der Lage ist seine Kräfte einzusetzen. Im Laufe der Serie entwickelt Brennan sich weiter und kann mit Hilfe seiner Elektrizität seine Blitze als Düsenantrieb nutzen.

### Jesse Kilmartin
Jesse Kilmartin ist Mitglied von Mutant X, Mutant, „Molekular“, das heißt, er kann die Dichte seines Körpers von fest bis gasförmig verändern. Er kann durch Berührung auch die Dichte anderer Menschen und Gegenstände verändern. Außerdem ist er Computerspezialist. Jesses Vater ist ein erfolgreicher Geschäftsführer, die beiden standen sich nie nahe. Gerade deshalb ist er wohl immer der Streitschlichter und der Vernünftige. Nach Adams Weggang übernimmt er teilweise die Führung.

### Emma deLauro
Emma deLauro ist eine „psionische“ beziehungsweise „tele-empathische“ Mutantin. Sie kann die Gedanken anderer Leute lesen, fühlen und manipulieren. Im Laufe der Serie entdeckt sie neue Kräfte: Sie kann aus ihrer Stirn betäubende Energiebälle abschießen, mit Hilfe von ihnen aber auch ihre anderen Kräfte wirken lassen. Sie wird im Laufe der ersten Episode in Mutant X aufgenommen. DeLauro wurde wegen ihrer Mutation von ihren Eltern verstoßen, als sie neun Jahre alt war und wuchs in Seattle auf. Anfang der 3. Staffel, in der Folge Der Mutant aus dem Nichts, stirbt Emma bei einer Explosion.

### Lexa Pierce
Lexa Pierce (Beiname Mutant 1.0) kann das Licht brechen. Somit kann sie sich z. B. unsichtbar machen, Gegner blenden und Laserstrahlen aus ihrem Finger schießen. Nachdem Emma am Anfang der 3. Staffel bei einer Explosion ums Leben gekommen ist und Adam spurlos verschwunden ist, wird Lexa Mitglied von Mutant X. Durch ihre Kontakte zu Dominion, ihrem Auftraggeber, erzeugt sie anfangs Misstrauen bei den anderen Mutant X-Mitgliedern. Mutant X befolgt alle Befehle von Dominion, durch Lexa übermittelt, zunächst mit blindem Vertrauen. Als jedoch ein Außenstehender beginnt, der Gruppe Tipps zu geben und diese sich als sehr hilfreich erweisen, beginnt auch Lexa an ihren Vorgesetzten zu zweifeln, bis sie sich sogar ganz von der Organisation Dominion abwendet.

### Mason Eckhart
Dr. Mason Eckhart ist ein Militärtaktiker und Absolvent der Militärakademie von West Point.
Eckhart ist eine zwielichtige, schwer zu durchschauende Figur. Als ehemaliger Sicherheitschef von Genom X sorgt er dafür, dass nichts über die fehlgeschlagenen Experimente nach außen dringt. Sein Ziel ist es, an die Kinder von Genom X heranzukommen und sie in seine Gewalt zu bringen, um sie dann für seine Zwecke auszunutzen oder in Stase zu versetzen. Er selbst hat bei dem fehlgeschlagenen Experiment sein Immunsystem verloren. Um seine dubiosen Ziele zu erreichen, geht der eiskalte Chef des Genetischen Sicherheitsdienstes (GSD) über Leichen. Als Mason die Führung von Genom X übernimmt, wird er damit zum unmittelbaren Gegenspieler von Adam und Mutant X. Mason Eckardt wird von Brennan Mulwray getötet, nachdem er nach der Explosion von Naxcon mit allen Mitteln versucht, sein Immunsystem wiederherzustellen.

### Genom X (Genomex)
Genom X ist eine mit der Regierung verbandelte Genetikfirma, in der Menschenversuche durchgeführt wurden. Die Patienten dieser Firma heißen Kinder von Genom X. Als Silhouette für Genom X dient die Fassade des R. C. Harris-Wasserwerkes am Ufer des Ontariosees in Toronto.

### Der Genetische Sicherheitsdienst – GSD
GSD ist die von Eckhart gegründete Einsatztruppe, die ihm dabei hilft, seine Pläne umzusetzen. Eckharts deutscher Nachname und die Bezeichnung GSA sind nicht gerade sehr subtil gewählt. Im GSD/GSA sind sehr viele der rekrutierten Mutanten in Eckharts Diensten tätig.

### Dominion
Dominion ist eine Organisation, die erst in der dritten Staffel von Mutant X ins Spiel eintritt. Dominions Mitglieder haben es sich zum Ziel gemacht, dem Missbrauch von Wissenschaft vorzubeugen und Katastrophen zu verhindern. Dominion erteilt Lexa den Auftrag, bei Mutant X einzusteigen. Später stellt sich heraus, dass einige Mitglieder ganz andere Interessen verfolgen.

## Orte

### Zufluchtsstätten(New Mutant Safehouses)
Zufluchtsstätte sind geheime Verstecke, in denen vor Eckhart versteckte Mutanten vorübergehend untergebracht werden können; auch eine Art "Feldlager", von denen aus die Mutanten ihre Operationen planen können. Aber dort kommen auch (wenn auch nur vorübergehend) die Mutanten unter, die es vorziehen in den Mutanten Untergrund zu gehen.

### Die geheime Zentrale(Sanctuary)
Sanctuary ist der geheime Ort, wo Adam, Shalimar, Jesse, Emma und Brennan sich üblicherweise aufhalten. Ein hochtechnisiertes Versteck im Inneren eines Berges, in dem es unter anderem ein Genetiklabor, einen holografischen Trainingsraum (Dojo) und einen Meditationsteich gibt. Die Anlage ist einem japanischen Zen-Tempel nachempfunden und heißt deswegen Sanctuary (engl. Heiligtum).
Als am Ende der zweiten Staffel die Zentrale teilweise zerstört wird, wird sie danach runderneuert.

## Waffen/Geräte/Fahrzeuge

### Stasekapseln
Stasekapseln sind sargähnliche Behälter aus Plexiglas, in denen die Mutanten während der Stase, einem komaähnlichen Zustand, festgehalten werden. Sie wurden ursprünglich von Adam Kane entwickelt, um den ersten, mächtigsten und auch psychisch gestörten Mutanten unschädlich zu machen – Gabriel Ashlocke.

### Subdermaler Commander(Subdermal Governor)
Ein ebenfalls von Adam entwickeltes Gerät zur Kontrolle von Mutanten, das sich jedoch auch im Besitz von Mason Eckard befindet, welches mittels einer Art Pistole in oder an die Halswirbel implantiert wird. Subdermale Commander blockieren die Kräfte der Mutanten, da sie die entsprechenden Nervenimpulse durch starke Schmerzsignale unterbrechen. Allerdings ist es möglich die Blockierung durch eine Art Fernbedienung vorübergehend aufzuheben. So dass gefangen genommene Mutanten ihre Kräfte kurzzeitig und meist zu Gunsten von Genom X einsetzen können. Des Weiteren können sie durch gezielte Stromstöße oder mit Hilfe des richtigen Werkzeugs leicht außer Gefecht gesetzt werden.

### Doppelhelix
Die Doppelhelix ist das Haupttransportmittel der Mutant X-Mitglieder. Es ist ein Flugzeug, das mit einem Stealth-Modus ausgestattet ist und sich unsichtbar machen kann. Die hochentwickelte Doppelhelix landet vertikal und kann auch von der Zentrale (Sanctuary) aus ferngesteuert werden.

## Mutationstypen
Durch die Verbindung von menschlicher und tierischer DNS, besitzen wild Mutanten die körperlichen und mentalen Fähigkeiten des tierischen Spenders. Die Elementar-Mutanten haben die Fähigkeit, elementare Energie durch ihre Körper zu leiten. Molekulare Mutanten missachten die physikalischen Grundgesetze, indem sie z. B. ihre Körper dehnen oder sich unsichtbar machen können. Psychische Mutanten besitzen einen verstärkten Geist. Sie haben z. B. die Fähigkeit, Emotionen anderer Menschen zu spüren oder sie zu manipulieren.

## Comics
Die Serie ist nur sehr vage an die verschiedenen X-Men-Comics (X-Men, X-Factor, Excalibur, Cable, …) von Marvel angelehnt. Ein bei Marvel weit vor TV-Serienstart gestarteter, gleichnamiger Comic hat zudem keinen Bezug zur Serie und ist somit nur im Titel verwandt. Mit Mutant X: Dangerous Decision und Mutant X: Origin erschienen 2002 aber zwei Comichefte zur TV-Serie bei Marvel.

## Zukunft
Nachdem Fireworks Entertainment pleitegegangen war, weigerte sich der amerikanische Betreiber der Serie Tribune Entertainment, die Produktionskosten allein zu tragen. Zuvor hatte man bereits eine 4. Staffel geplant, die Pläne wurden jedoch nach dem Konkurs verworfen.

## Auszeichnungen (Auswahl)
- 2002 gewannen Jill Purdy, Steve Baine, Dan Daniels, Mark Gingras, Rose Gregoris, Allen Ormerod und Scott Shepherd für den besten Ton in einer dramatischen Serie einen Gemini Award für die Folge „The Shock of the New“